# Tjeerd van der Ploeg
Tjeerd van der Ploeg (* 1958) ist ein niederländischer Organist und Kirchenmusiker.

## Leben
Van der Ploeg wurde 1958 geboren. Er studierte Orgel bei Piet Post, Jan Jongepier und Jacques van Oortmerssen und schloss sein Orgelstudium mit dem Solistenexamen am Sweelinck Conservatorium in Amsterdam ab. Er ist Organist an der Protestantischen Kirche in Purmerend. Van der Ploeg hat zahlreiche Artikel über den englischen Komponisten Herbert Howells und den spanischen Komponisten Francisco Correa de Arauxo veröffentlicht.

## Diskographie
- English romantic organ music. CD, VLC 0991.
- Herbert Howells, organ music volumes 1 and 2. VLC 0992/VLC 0493 an der Hill-Orgel von Selby Abbey.
- Charles Tournemire: L’Orgue Mystique Vol 1–4. VLC 0595/VLC 03/0497/VLC 0998 an der Mutin-Orgel von St-Pierre de Douai